# Knut Sitell
Knut Einar Hilding Sitell, tidigare Svensson, född 8 juli 1930 i Krokstads församling, Göteborgs och Bohus län, död 8 mars 2025 i Solna distrikt, var en svensk domkyrkoorganist i Växjö församling.

## Biografi
Knut Sitell föddes 8 juli 1930 i Krokstad. Han var son till Johan Svensson och Anna Johansson. Sitell tog organistexamen vid Musikhögskolan i Stockholm. Han blev 1961 organist i Katrineholms församling och blev 1964 organist i Malmö S:t Johannes församling i Malmö. Sitell blev 1974 domkyrkoorganist i Växjö församling som senare kom att ändra namn till Växjö domkyrkoförsamling. I Växjö bildade han bland annat en gosskör och Växjö domkyrkas oratoriekör år 1976. Oratoriekören ersatte Växjö domkyrkokör som upphörde 1975. Kören framförde ofta verk i samarbete med Regionmusiken. Sitell slutade som domkyrkoorganist 1994.
1994 bildade han Knut Sitells Kammarkör, som sedermera tog namnet Växjö Vocalis. Han ledde kören fram till 2004.
Sitell framförde under sin tid orgelkonserter och större körverk i Sveriges Radio. Han var under 1980-talet en av medlemarna i Musikaliska Akademiens kyrkomusikernämnd.

### Familj
Sitell gifte sig första gången 8 juli 1954 med Maj-Louise Björklund (född 1935). De fick tillsammans barnen glaskonstnären Peter Sitell (född 1956) och Lisa Björklund (född 1960). Han gifte sig andra gången 16 april 1966 med Ingrid Welinder (1931–2010). De fick tillsammans barnen Maria Sitell (född 1967) och Karl Sitell (född 1968). Sitell gifte sig tredje gången 9 juni 2000 med Pia Lang (född 1943).

## Diskografi
- 1979 – Musik från Växjö Domkyrka.[13]
- 1983 – Te Deum.[14]
- 2003 – Knut Sitell spelar på tre orglar.[6]
- 2007 – Det gamla orgelharmoniet.[6]
- 2009 –Klanger ur mitt liv.[6]

### Kasettband
- Gregorianik i Växjö domkyrka.[6]
- Sigfridsmässan och Psaltaren 84.[6]

## Kompositioner
- Ett har jag begärt av Herren. Text ur Psaltaren 27:4. Utgiven på Gehrmans Musikförlag.[15]

### Artiklar
- 1992 – Musiken i Växjö domkyrka. Publicerad i I Värend och Sunnerbo.[19]